# Centre Financer Nanjing Greenland
El Centre Financer Nanjing Greenland ((xinès), també Torre Greenland Square Zifeng) és un gratacel situat a Nanking, Xina. Es va acabar de construir a mitjans del 2010. L'edifici presenta espai d'oficines i espai al detall en la secció més baixa, i restaurants i un observatori públic prop de la part superior, que culmina per fora amb una agulla.
La torre d'ús variat es convertia en el tercer edifici més alt de la Xina i el 7è edifici més alt al món quan es va acabar de construir. Una coberta d'observació al 72è pis damunt dels camps, proporciona una panoràmica lliure de Nanjing i el Riu Yangtze pròxim, dos llacs i les muntanyes de Ningzheng.